# Saint-Élix-d'Astarac
Pour les articles homonymes, voir Saint-Élix.
Saint-Élix-d'Astarac (anciennement Saint-Élix jusque fin 2017) (Sent Helitz d'Astarac en gascon) est une commune française située dans le sud-est du département du Gers en région Occitanie. Sur le plan historique et culturel, la commune est dans le pays d'Astarac, un territoire du sud gersois très vallonné, au sol argileux, qui longe le plateau de Lannemezan.
Exposée à un climat océanique altéré, elle est drainée par la Gimone, la Bergone et par divers autres petits cours d'eau. La commune possède un patrimoine naturel remarquable composé de deux zones naturelles d'intérêt écologique, faunistique et floristique.
Saint-Élix-d'Astarac est une commune rurale qui compte 184 habitants en 2022, après avoir connu un pic de population de 432 habitants en 1831.  Elle fait partie de l'aire d'attraction d'Auch. Ses habitants sont appelés les Saint-Elixois ou  Saint-Elixoises.

## Géographie

### Localisation
Saint-Élix-d'Astarac est une commune de Gascogne située en Astarac à 4 km au sud de Saramon  et à 21 km d'Auch. Historiquement, Saint-Élix-d'Astarac fait partie de l'Astarac.

### Communes limitrophes
Les communes limitrophes sont  Mongausy, Pellefigue, Saramon, Simorre et Sémézies-Cachan.
|                 | Saramon              | Mongausy   |
| Sémézies-Cachan | Saint-Élix-d'Astarac |            |
| Simorre         |                      | Pellefigue |

### Géologie et relief
La superficie de la commune est de 817hectares. L'altitude de la commune varie de 177 à 291 mètres.
Saint-Élix-d'Astarac se situe en zone de sismicité 2 (sismicité faible).

### Hydrographie

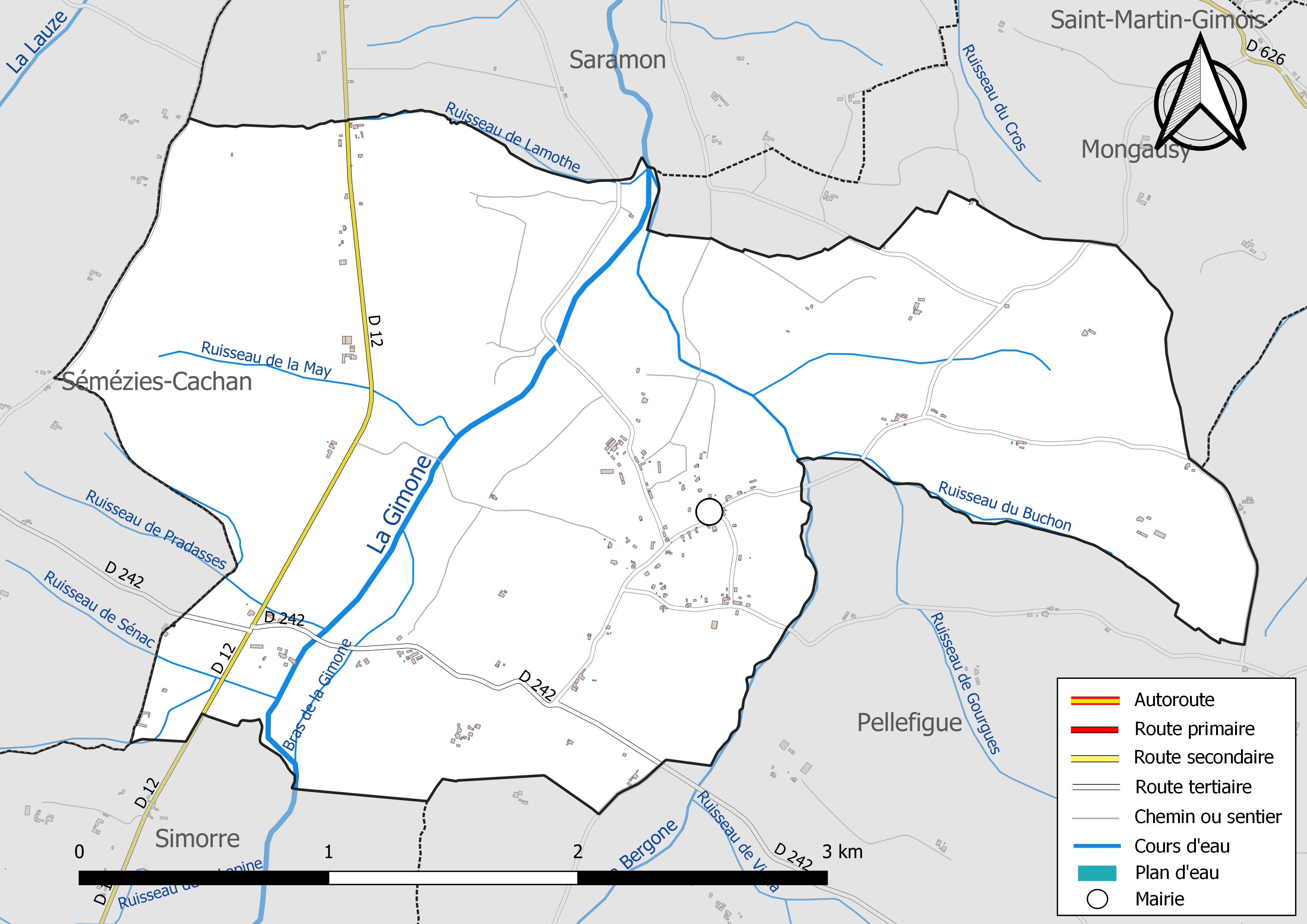
Réseaux hydrographique et routier de Saint-Élix.

La commune est dans le bassin de la Garonne, au sein du bassin hydrographique Adour-Garonne. Elle est drainée par la Gimone, la Bergone, un bras de la Gimone, le ruisseau de Gourgues, le ruisseau de la May, le ruisseau de Lamothe, le ruisseau de Pradasses, le ruisseau de Sénac, le ruisseau du Buchon et par divers petits cours d'eau, qui constituent un réseau hydrographique de 12 km de longueur totale,.
La Gimone, d'une longueur totale de 135,7 km, prend sa source dans la commune de Saint-Loup-en-Comminges et s'écoule du sud-ouest vers le nord-est. Elle traverse la commune et se jette dans la Garonne à Castelferrus, après avoir traversé 54 communes.

### Climat
Pour des articles plus généraux, voir Climat de l'Occitanie et Climat du Gers.
En 2010, le climat de la commune est de type climat du Bassin du Sud-Ouest, selon une étude s'appuyant sur une série de données couvrant la période 1971-2000. En 2020, Météo-France publie une typologie des climats de la France métropolitaine dans laquelle la commune est exposée à un climat océanique altéré et est dans la région climatique Aquitaine, Gascogne, caractérisée par une pluviométrie abondante au printemps, modérée en automne, un faible ensoleillement au printemps, un été chaud (19,5 °C), des vents faibles, des brouillards fréquents en automne et en hiver et des orages fréquents en été (15 à 20 jours).
Pour la période 1971-2000, la température annuelle moyenne est de 13 °C, avec une amplitude thermique annuelle de 15,7 °C. Le cumul annuel moyen de précipitations est de 753 mm, avec 9,9 jours de précipitations en janvier et 6,4 jours en juillet. Pour la période 1991-2020, la température moyenne annuelle observée sur la station météorologique la plus proche, située sur la commune de Lahas à 12 km à vol d'oiseau, est de 13,9 °C et le cumul annuel moyen de précipitations est de 633,5 mm,. Pour l'avenir, les paramètres climatiques de la commune estimés pour 2050 selon différents scénarios d'émission de gaz à effet de serre sont consultables sur un site dédié publié par Météo-France en novembre 2022.

### Milieux naturels et biodiversité
L’inventaire des zones naturelles d'intérêt écologique, faunistique et floristique (ZNIEFF) a pour objectif de réaliser une couverture des zones les plus intéressantes sur le plan écologique, essentiellement dans la perspective d’améliorer la connaissance du patrimoine naturel national et de fournir aux différents décideurs un outil d’aide à la prise en compte de l’environnement dans l’aménagement du territoire.
Une ZNIEFF de type 1 est recensée sur la commune :
les « prairies humides de la Gimone à Saramon » (87 ha), couvrant 5 communes du département et une ZNIEFF de type 2, : 
le « cours de la Gimone et de la Marcaoue » (3 085 ha), couvrant 60 communes dont cinq dans la Haute-Garonne, 37 dans le Gers, une dans les Hautes-Pyrénées et 17 dans le Tarn-et-Garonne.

Carte des ZNIEFF de type 1 et 2 à Saint-Élix.
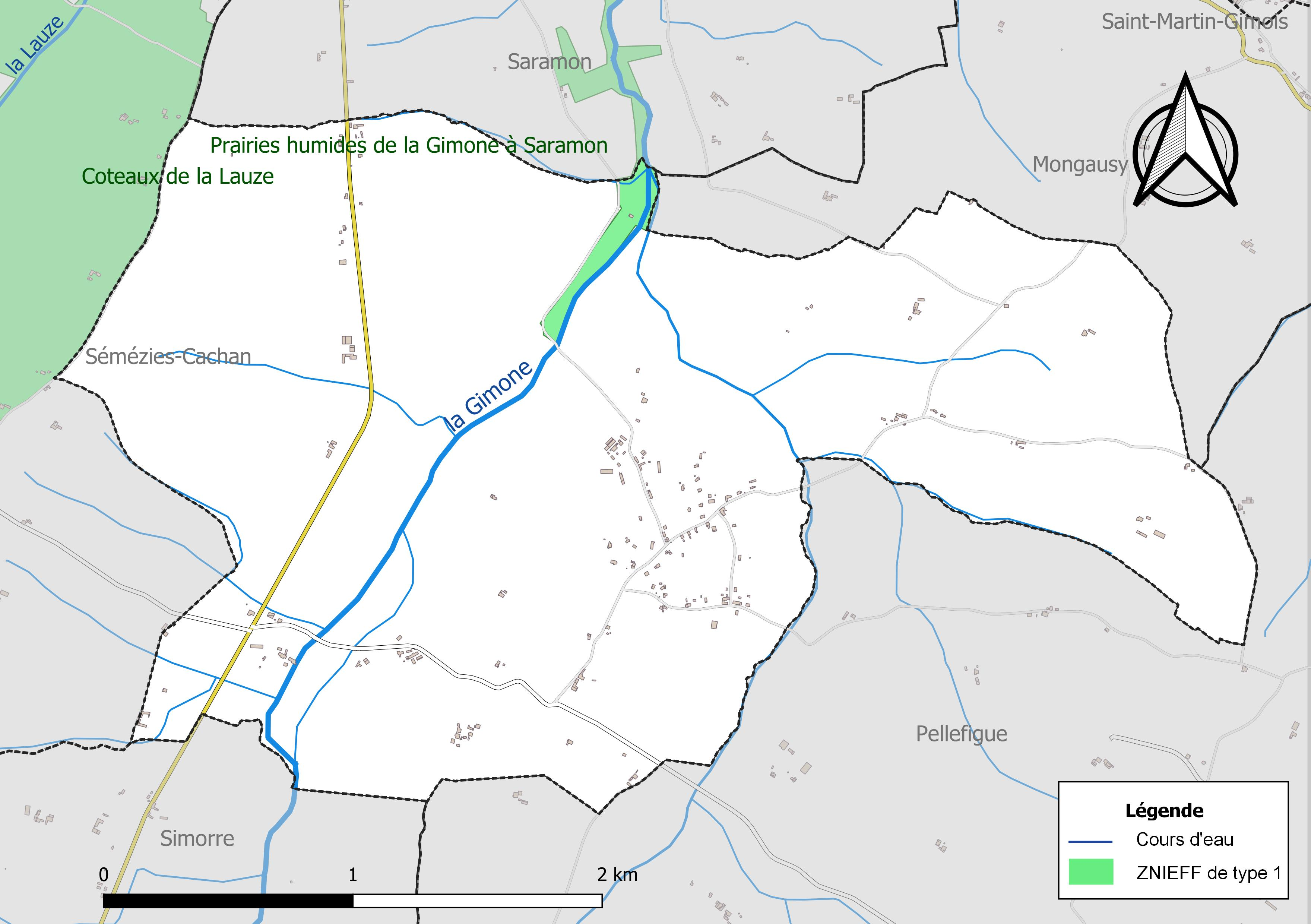
Carte de la ZNIEFF de type 1 sur la commune.
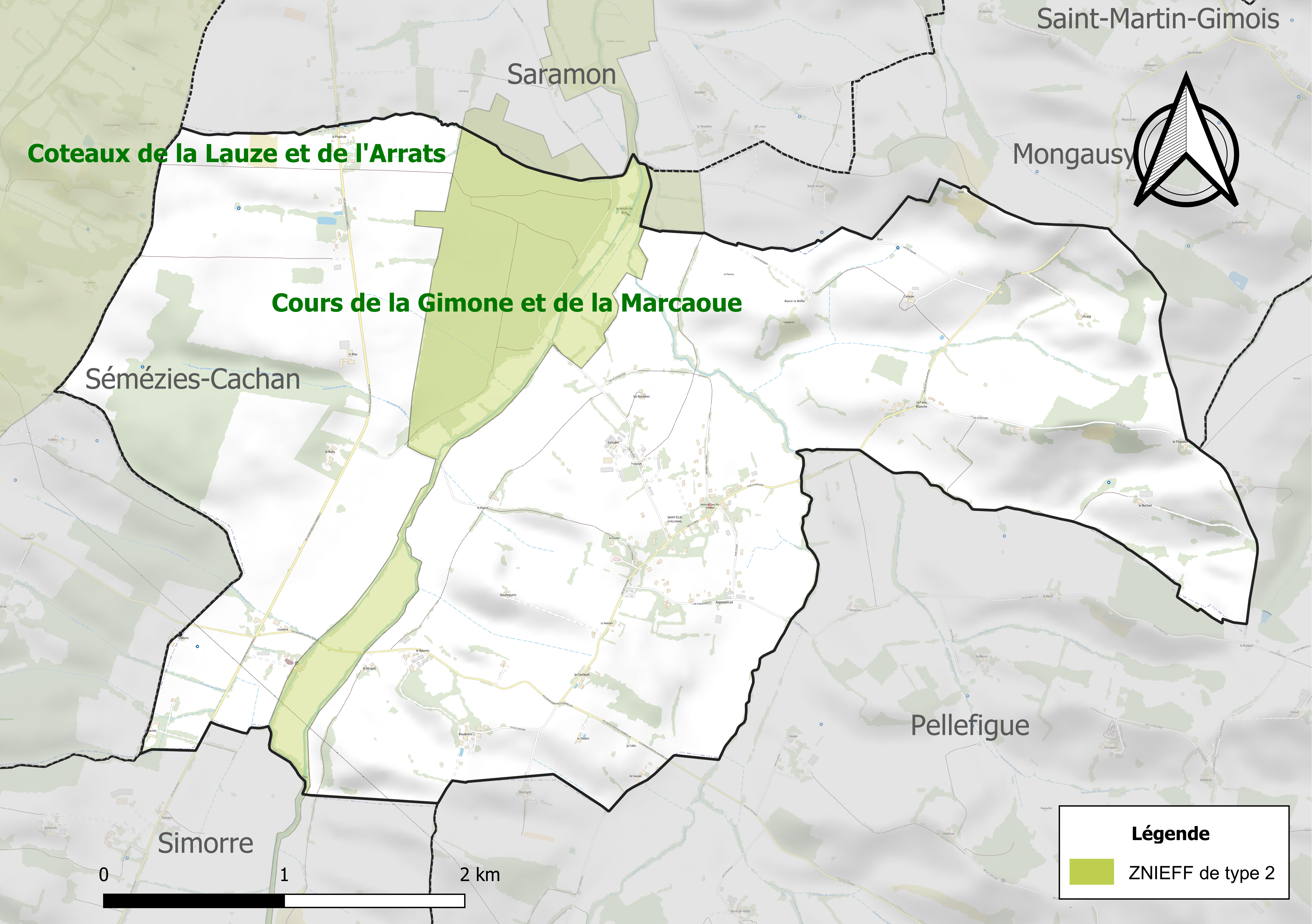
Carte de la ZNIEFF de type 2 sur la commune.

## Urbanisme

### Typologie
Au 1er janvier 2024, Saint-Élix-d'Astarac est catégorisée commune rurale à habitat très dispersé, selon la nouvelle grille communale de densité à sept niveaux définie par l'Insee en 2022.
Elle est située hors unité urbaine. Par ailleurs la commune fait partie de l'aire d'attraction d'Auch, dont elle est une commune de la couronne,. Cette aire, qui regroupe 112 communes, est catégorisée dans les aires de 50 000 à moins de 200 000 habitants,.

### Occupation des sols
L'occupation des sols de la commune, telle qu'elle ressort de la base de données européenne d’occupation biophysique des sols Corine Land Cover (CLC), est marquée par l'importance des territoires agricoles (89,7 % en 2018), une proportion identique à celle de 1990 (89,7 %). La répartition détaillée en 2018 est la suivante : 
terres arables (73,3 %), zones agricoles hétérogènes (16,4 %), forêts (10,3 %). L'évolution de l’occupation des sols de la commune et de ses infrastructures peut être observée sur les différentes représentations cartographiques du territoire : la carte de Cassini (XVIIIe siècle), la carte d'état-major (1820-1866) et les cartes ou photos aériennes de l'IGN pour la période actuelle (1950 à aujourd'hui).

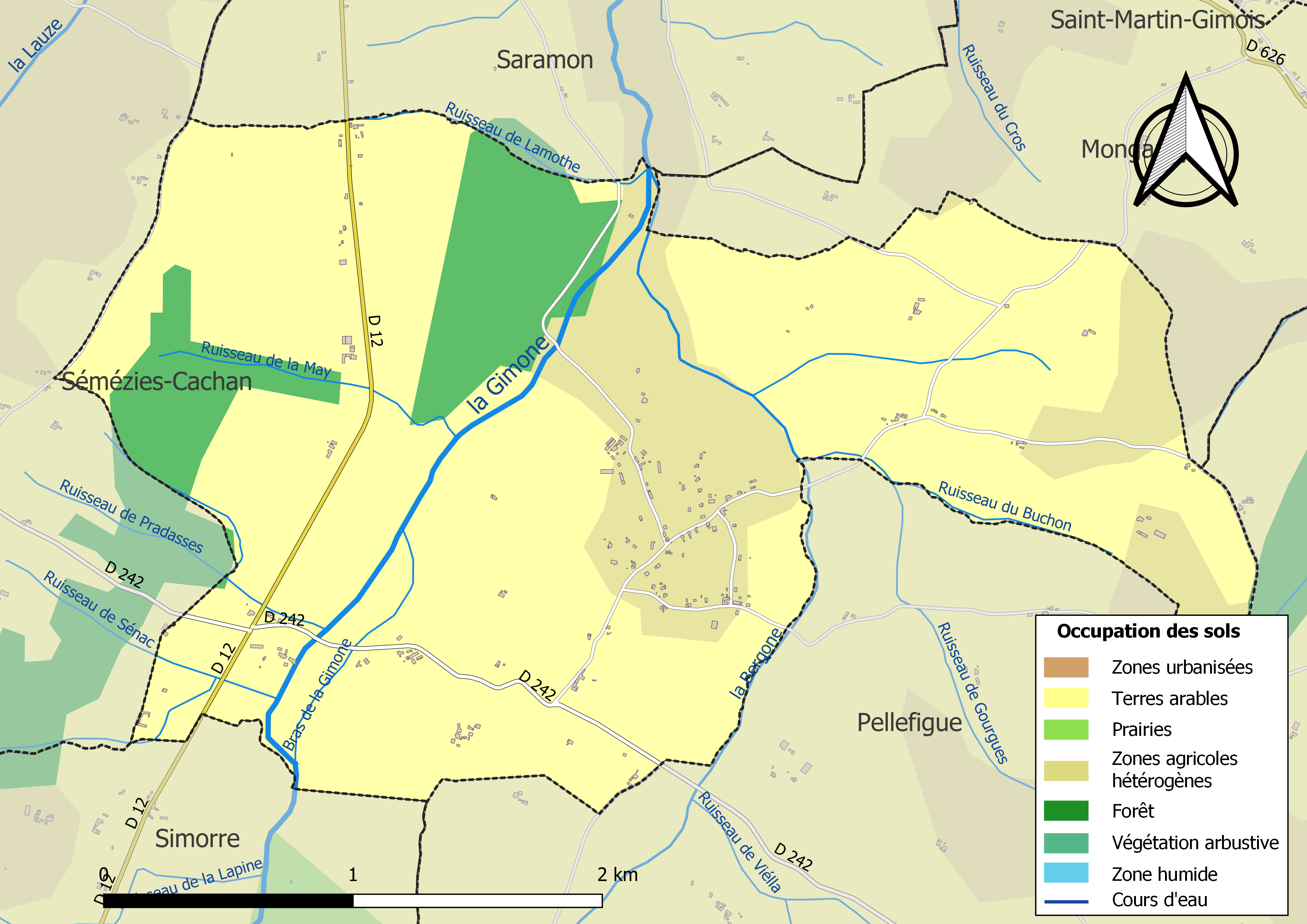
Carte des infrastructures et de l'occupation des sols de la commune en 2018 (CLC).

### Voies de communication et transports
La commune de Saint-Élix-d'Astarac est traversée dans sa partie gauche par la route départementale D12, en provenance au sud de Simorre et continuant au nord en direction de Saramon, ainsi que dans sa partie sud par la route départementale D242, provenant à l'ouest de Faget-Abbatial et se dirigeant vers l'est en direction de Pellefigue.

### Risques majeurs
Le territoire de la commune de Saint-Élix est vulnérable à différents aléas naturels : météorologiques (tempête, orage, neige, grand froid, canicule ou sécheresse) et séisme (sismicité faible). Il est également exposé à un risque technologique, la rupture d'un barrage. Un site publié par le BRGM permet d'évaluer simplement et rapidement les risques d'un bien localisé soit par son adresse soit par le numéro de sa parcelle.

#### Risques naturels

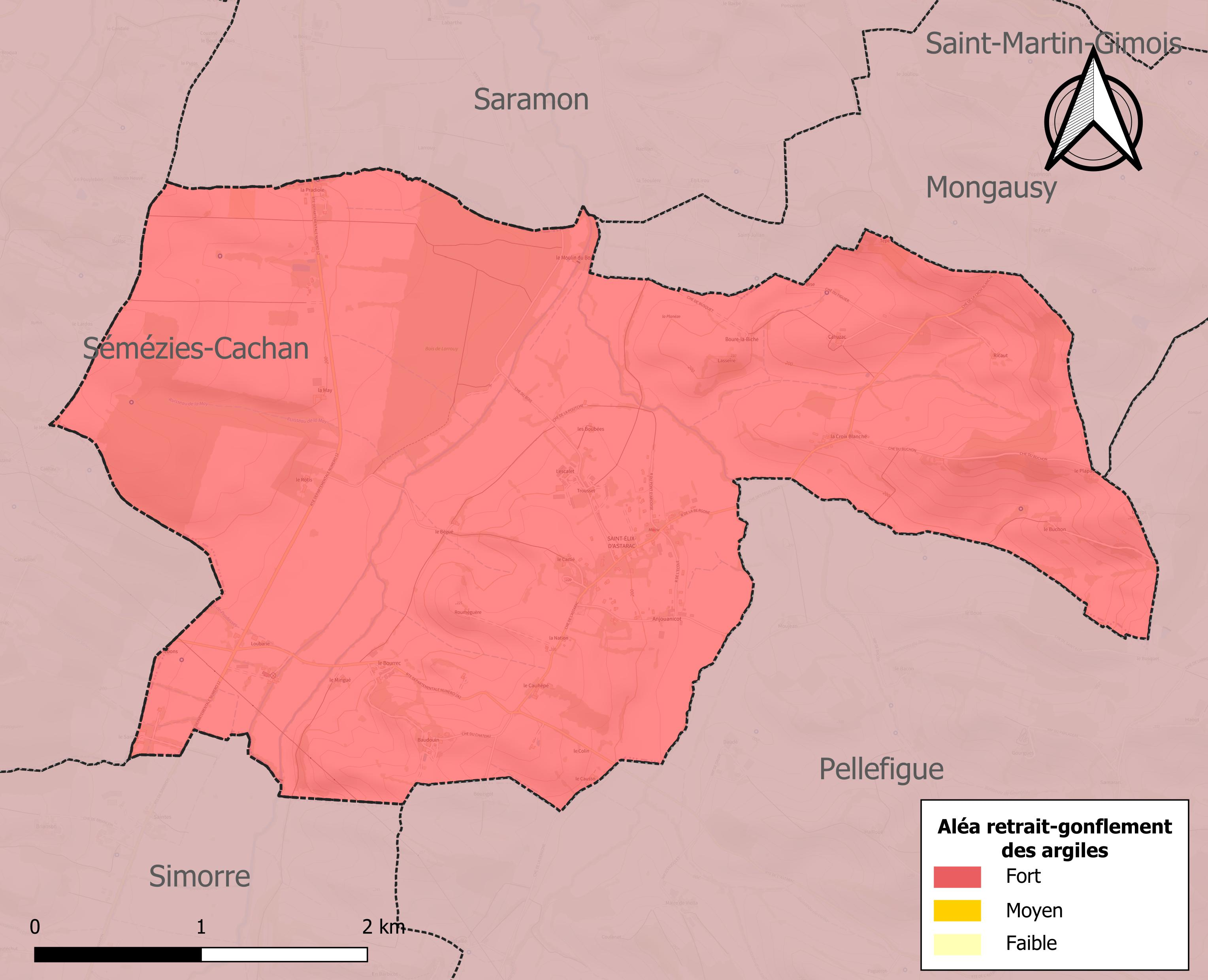
Carte des zones d'aléa retrait-gonflement des sols argileux de Saint-Élix.

Le retrait-gonflement des sols argileux est susceptible d'engendrer des dommages importants aux bâtiments en cas d’alternance de périodes de sécheresse et de pluie. La totalité de la commune est en aléa moyen ou fort (94,5 % au niveau départemental et 48,5 % au niveau national). Sur les 90 bâtiments dénombrés sur la commune en 2019, 90 sont en aléa moyen ou fort, soit 100 %, à comparer aux 93 % au niveau départemental et 54 % au niveau national. Une cartographie de l'exposition du territoire national au retrait gonflement des sols argileux est disponible sur le site du BRGM,.
Par ailleurs, afin de mieux appréhender le risque d’affaissement de terrain, l'inventaire national des cavités souterraines permet de localiser celles situées sur la commune.
La commune a été reconnue en état de catastrophe naturelle au titre des dommages causés par les inondations et coulées de boue survenues en 1999, 2008, 2009 et 2018. Concernant les mouvements de terrains, la commune a été reconnue en état de catastrophe naturelle au titre des dommages causés par la sécheresse en 1989, 2003, 2011 et 2016 et par des mouvements de terrain en 1993 et 1999.

#### Risques technologiques
La commune est en outre située en aval du barrage de la Gimone, un ouvrage de classe A disposant d'une retenue de 25 millions de mètres cubes. La fiche réflexe du PPI définit le temps d'arrivée de l'onde et la zone d'accueil selon la position des habitants concernés par rapport à la Gimone (rive droite ou gauche),,. À ce titre elle est susceptible d’être touchée par l’onde de submersion consécutive à la rupture de cet ouvrage,

## Toponymie
Saint-Élix est le nom d'origine de la commune au Moyen Âge. Durant la Révolution française, la commune est renommée en Mont-Gimois et en Mont-Marat. Redevenue Saint-Élix, au XIXe siècle, elle est aussi nommée parfois Saint-Élix-Gimois.
La commune de Saint-Élix prend le nom de Saint-Élix-d'Astarac le 22 décembre 2017. Il est notable que son quasi-homonyme Saint-Élix-Theux fait également partie de l'Astarac.
Les habitants sont appelés les Saint-Élixois.

## Histoire

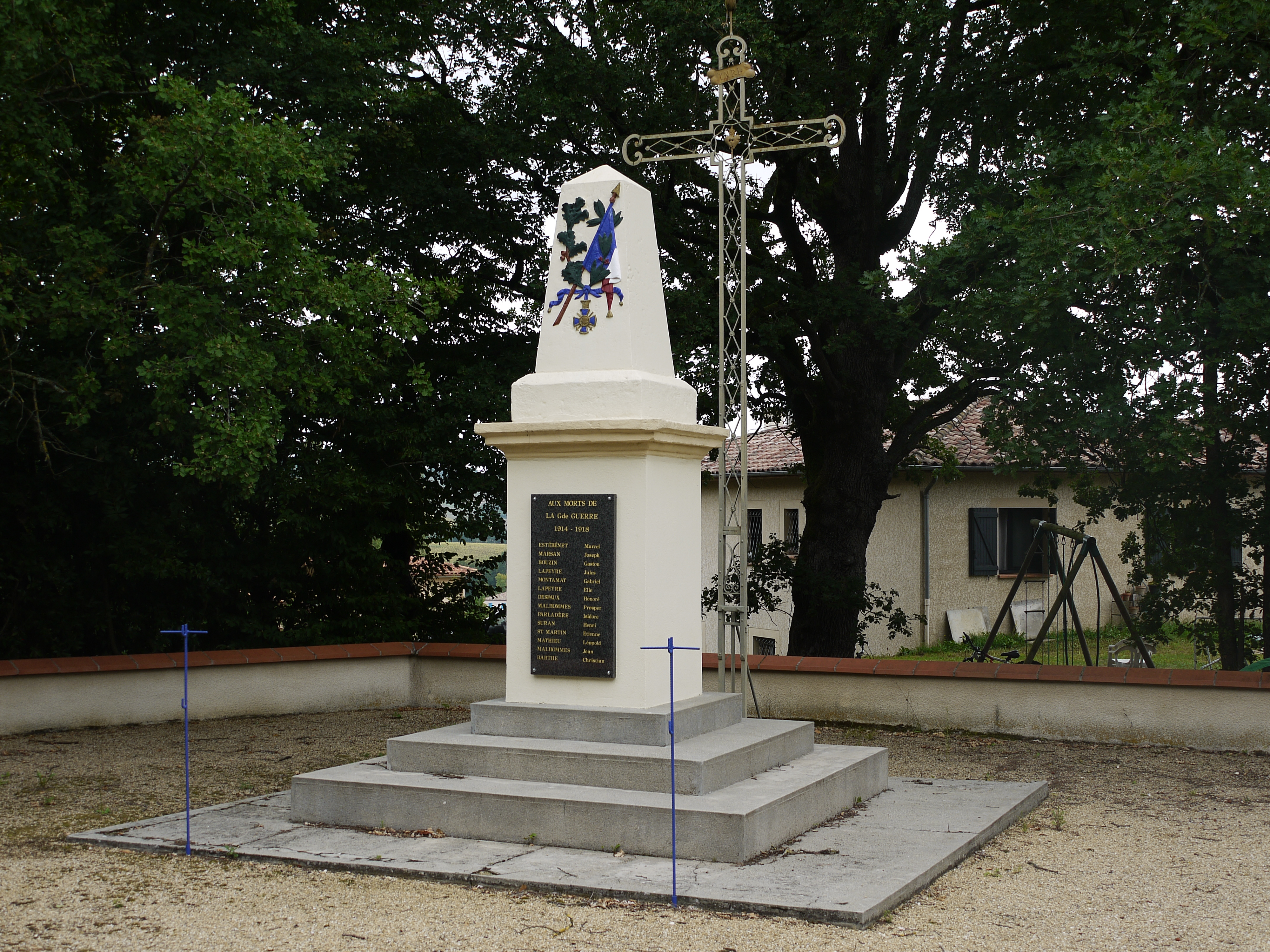
Le monument aux morts.

## Politique et administration

### Canton
En 1793, la commune de Saint-Élix est incluse dans le canton de Simorre, puis rattachée en 1801 au canton de Lombez.
À compter des élections départementales de 2015, la commune rejoint le nouveau canton de Val de Save.

### Liste des maires
| Période | Période  | Identité                 | Étiquette | Qualité  |
| ------- | -------- | ------------------------ | --------- | -------- |
| 1791    | 1796     | Joseph Danfloux          |           |          |
| 1796    | 1802     | Jean-baptiste Darrieux   |           |          |
| 1802    | 1813     | Dominique Burgan         |           |          |
| 1813    | 1817     | Jean Joseph Simon Lacaze |           |          |
| 1817    | 1821     | François Trousset        |           |          |
| 1821    | 1826     | Simon Lacaze             |           |          |
| 1826    | 1832     | Dominique Burgan         |           |          |
| 1832    | 1835     | Joseph Escallé           |           |          |
| 1835    | 1838     | Dominique Burgan         |           |          |
| 1838    | 1842     | Jean Simon Lacaze        |           |          |
| 1842    | 1852     | Ferdinand Lacaze         |           |          |
| 1852    | 1864     | Antoine Brouchican       |           |          |
| 1864    | 1864     | François Montamat        |           |          |
| 1864    | 1869     | Ferdinand Lacaze         |           |          |
| 1869    | 1871     | Jean Baptiste Rouméguère |           |          |
| 1871    | 1871     | Antoine Bruno Brouchican |           |          |
| 1871    | 1877     | Louis Cartié             |           |          |
| 1877    | 1878     | Auguste Dastugue         |           |          |
| 1878    | 1880     | Louis Cartié             |           |          |
| 1880    | 1883     | Bruno Brouchican         |           |          |
| 1883    | 1890     | Pierre Parladère         |           |          |
| 1890    | 1892     | François Pérèz           |           |          |
| 1892    | 1896     | Louis Brouchican         |           |          |
| 1896    | 1908     | Pierre Cartié            |           |          |
| 1908    | 1919     | Pierre Cassagne          |           |          |
| 1919    | 1921     | Sylvain Cahuzac          |           |          |
| 1921    | 1925     | Joseph Ferris            |           |          |
| 1925    | 1935     | Elie Stebenet            |           |          |
| 1935    | 1939     | Edmond Lapeyre           |           |          |
| 1939    | 1940     | Louis Brouchican         |           |          |
| 1940    | 1947     | Edmond Lapeyre           |           |          |
| 1947    | 1985     | Marcel Stebenet          |           |          |
| 1985    | 1995     | Germaine Stebenet        |           |          |
| 1995    |          | Francis Chabrol          | PS        | Retraité |
| 2020    | En cours | Christophe Vicedo        |           |          |

## Population et société

### Démographie
L'évolution du nombre d'habitants est connue à travers les recensements de la population effectués dans la commune depuis 1793. Pour les communes de moins de 10 000 habitants, une enquête de recensement portant sur toute la population est réalisée tous les cinq ans, les populations de référence des années intermédiaires étant quant à elles estimées par interpolation ou extrapolation. Pour la commune, le premier recensement exhaustif entrant dans le cadre du nouveau dispositif a été réalisé en 2008.

En 2022, la commune comptait 184 habitants, en évolution de −6,12 % par rapport à 2016 (Gers : +1,04 %, France hors Mayotte : +2,11 %).
| 1793 | 1800 | 1806 | 1821 | 1831 | 1841 | 1846 | 1851 | 1856 |
| ---- | ---- | ---- | ---- | ---- | ---- | ---- | ---- | ---- |
| 365  | 370  | 370  | 410  | 432  | 412  | 384  | 378  | 383  |

| 1861 | 1866 | 1872 | 1876 | 1881 | 1886 | 1891 | 1896 | 1901 |
| ---- | ---- | ---- | ---- | ---- | ---- | ---- | ---- | ---- |
| 377  | 402  | 343  | 365  | 374  | 341  | 314  | 326  | 305  |

| 1906 | 1911 | 1921 | 1926 | 1931 | 1936 | 1946 | 1954 | 1962 |
| ---- | ---- | ---- | ---- | ---- | ---- | ---- | ---- | ---- |
| 275  | 265  | 234  | 237  | 221  | 200  | 194  | 163  | 153  |

| 1968 | 1975 | 1982 | 1990 | 1999 | 2006 | 2008 | 2013 | 2018 |
| ---- | ---- | ---- | ---- | ---- | ---- | ---- | ---- | ---- |
| 155  | 135  | 122  | 112  | 122  | 172  | 186  | 193  | 181  |

| 2022 | - | - | - | - | - | - | - | - |
| ---- | - | - | - | - | - | - | - | - |
| 184  | - | - | - | - | - | - | - | - |

## Économie

### Revenus
En 2018  (données Insee publiées en septembre 2021), la commune compte 68 ménages fiscaux, regroupant 161 personnes. La médiane du revenu disponible par unité de consommation est de 21 850 € (20 820 € dans le département).

### Emploi
|                | 2008  | 2013  | 2018  |
| -------------- | ----- | ----- | ----- |
| Commune        | 7,5 % | 5,9 % | 9,9 % |
| Département    | 6,1 % | 7,5 % | 8,2 % |
| France entière | 8,3 % | 10 %  | 10 %  |

En 2018, la population âgée de 15 à 64 ans s'élève à 111 personnes, parmi lesquelles on compte 82 % d'actifs (72,1 % ayant un emploi et 9,9 % de chômeurs) et 18 % d'inactifs,. Depuis 2008, le taux de chômage communal (au sens du recensement) des 15-64 ans est supérieur à celui du département, mais inférieur à celui de la France.
La commune fait partie de la couronne de l'aire d'attraction d'Auch, du fait qu'au moins 15 % des actifs travaillent dans le pôle,. Elle compte 22 emplois en 2018, contre 25 en 2013 et 18 en 2008. Le nombre d'actifs ayant un emploi résidant dans la commune est de 80, soit un indicateur de concentration d'emploi de 27,5 % et un taux d'activité parmi les 15 ans ou plus de 63,6 %.
Sur ces 80 actifs de 15 ans ou plus ayant un emploi, 14 travaillent dans la commune, soit 18 % des habitants. Pour se rendre au travail, 87,5 % des habitants utilisent un véhicule personnel ou de fonction à quatre roues, 1,3 % s'y rendent en deux-roues, à vélo ou à pied et 11,3 % n'ont pas besoin de transport (travail au domicile).

### Activités hors agriculture
12 établissements sont implantés  à Saint-Élix au 31 décembre 2019.
Le secteur de l'industrie manufacturière, des industries extractives et autres est prépondérant sur la commune puisqu'il représente 58,3 % du nombre total d'établissements de la commune (7 sur les 12 entreprises implantées  à Saint-Élix-d'Astarac), contre 12,3 % au niveau départemental.

### Agriculture
Le nombre d'exploitations agricoles en activité et ayant leur siège dans la commune est de 7 lors du recensement agricole de 2020 et la surface agricole utilisée de 648 ha,.

## Culture locale et patrimoine

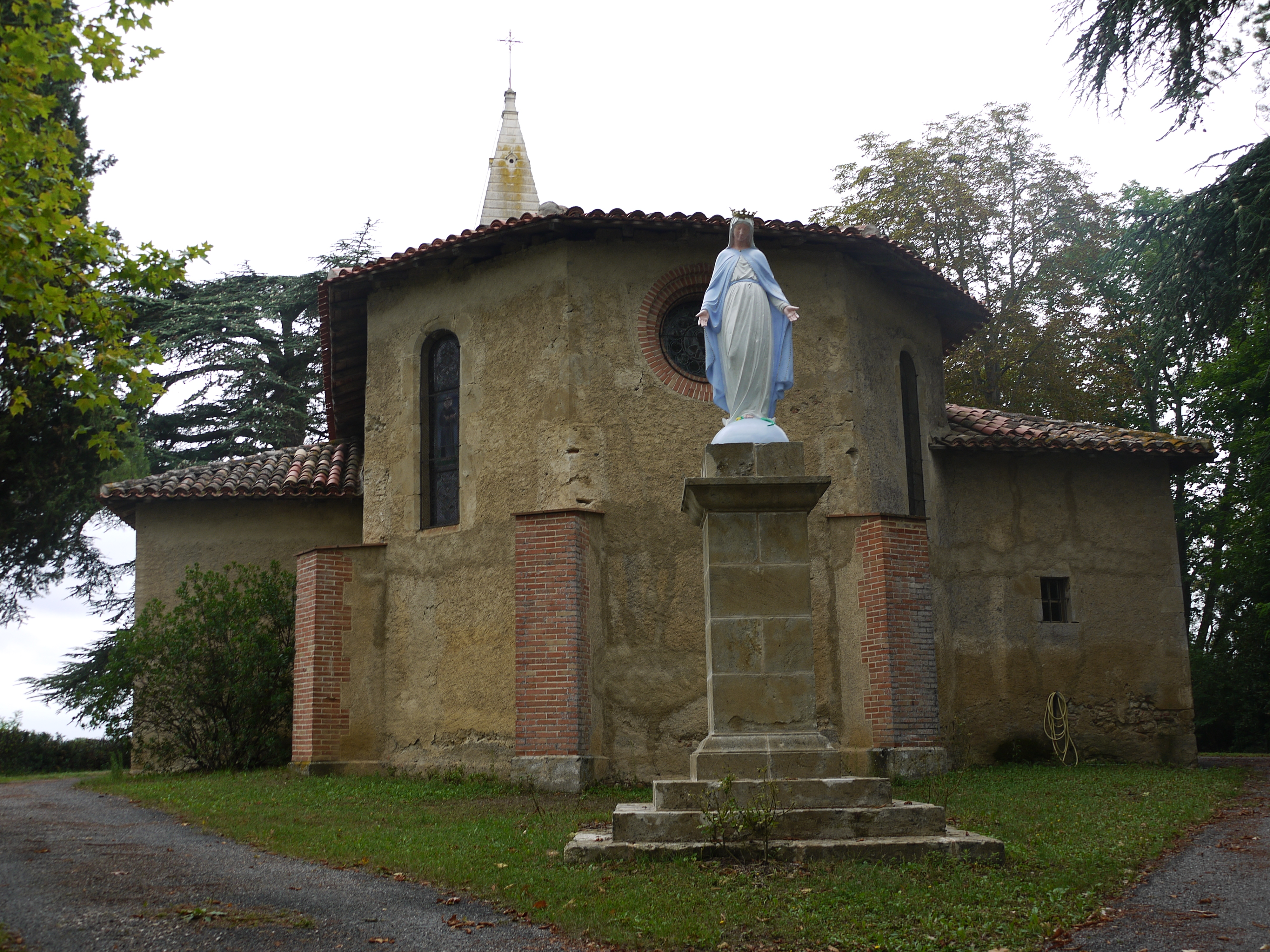
Le chevet de l'église Saint-Pierre-ès-Liens vue depuis l'est et une statue de l'Immaculée Conception

### Lieux et monuments
- L'église Saint-Pierre-ès-Liens, construite au XVe siècle.
- Motte castrale de Saint-Elix, occupée par l'église paroissiale.
- Statue de l'Immaculée Conception.
- "Kazé", sculpture faite à l'aide de branchages tressés représente un cyclone prisonnier de la forêt. Elle symbolise la force et la puissance du vent. C'est une commande publique faite par Pays Porte de Gascogne et a été réalisée par Teruhisa Suzuki.